# Sighetu Marmației
Sighetu Marmației (česky Marmarošská Sihoť, ukrajinsky Сигіт-Мармароський, maďarsky Máramarossziget) je pohraniční město v rumunském Maramureši, na levém břehu Tisy, jež zde tvoří hranici se Zakarpatskou Ukrajinou. V roce 2011 zde žilo přes 37 600 obyvatel a bylo tak druhým největším městem Marmarošské župy.

## Historie
V uherské době bylo město po staletí střediskem Marmarošské župy. V meziválečné době ležela Sihoť již v Rumunsku na hranici s Československem a vedla tudy peážní trať spojující okolí podkarpatského Rachova se zbytkem republiky. Dnes sem zajíždějí pouze vlaky z rumunského vnitrozemí.
Při sčítání lidu v roce 1910 žilo ve městě 21 370 obyvatel, z nichž 82,1 % hovořilo maďarsky, 9,5 % rumunsky, 5,9 % německy a 32 obyvatel rusínsky. Dle náboženství bylo 37,3 % židů, 27,4 % řeckokatolíků a 22,9 % římskokatolíků.
V roce 1937 zde žilo 23 691 obyvatel, z toho asi 1 000 Rusínů, 6 500 Maďarů, 5 000 Rumunů a 11 000 Židů.

### Období 2. světové války
Během 2. světové války bylo město součástí Maďarska. Bylo zde zřízeno ghetto pro Židy z části severního Sedmihradska (celkem zde bylo v polovině května 1944 internováno cca 18800 osob). V 2. polovině května 1944 proběhla deportace těchto osob v 6 transportech do koncentračního tábora v Osvětimi, včetně zdejšího rodáka Elieho Wiesela.

### Období po 2. světové válce
V 50. a 60. letech 20. století zde byla věznice pro významné politické vězně. Dnes je v bývalé věznici muzeum a památník obětem komunismu. Nejznámější vězeň byl rumunský premiér z let 1928–1933 Iuliu Maniu, který zde roku 1953 zemřel. 
V lednu 2007 byl za účasti prezidentů Traiana Băsescu a Viktora Juščenka po mnoha letech otevřen hraniční most přes Tisu do ukrajinské Solotviny.

## Obyvatelstvo
Z obyvatel města se 82 % hlásí k rumunské národnosti, 13 % k maďarské, 2,3 % k ukrajinské a 1,5 % k romské.

## Pamětihodnosti

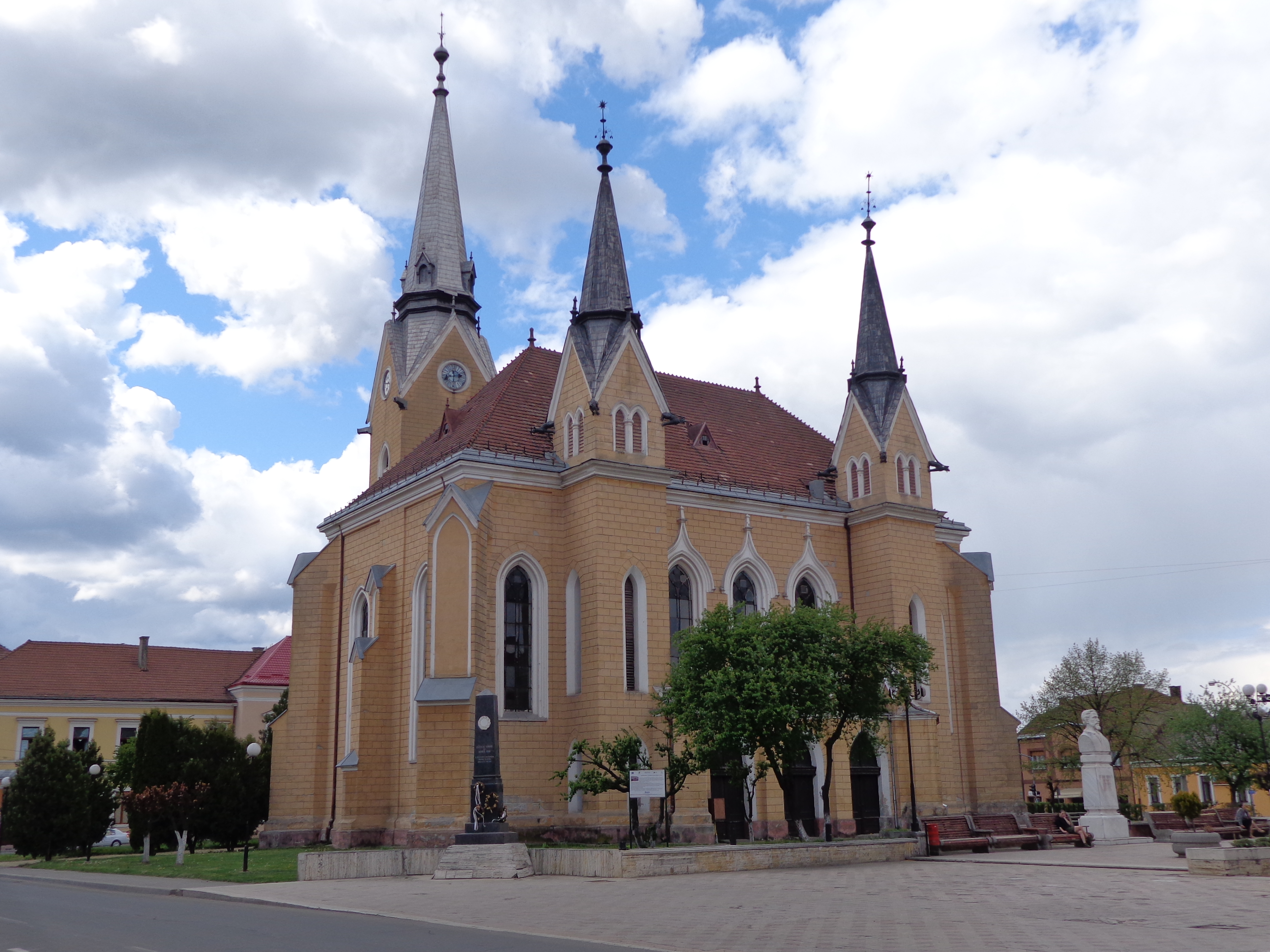
Kalvínský kostel

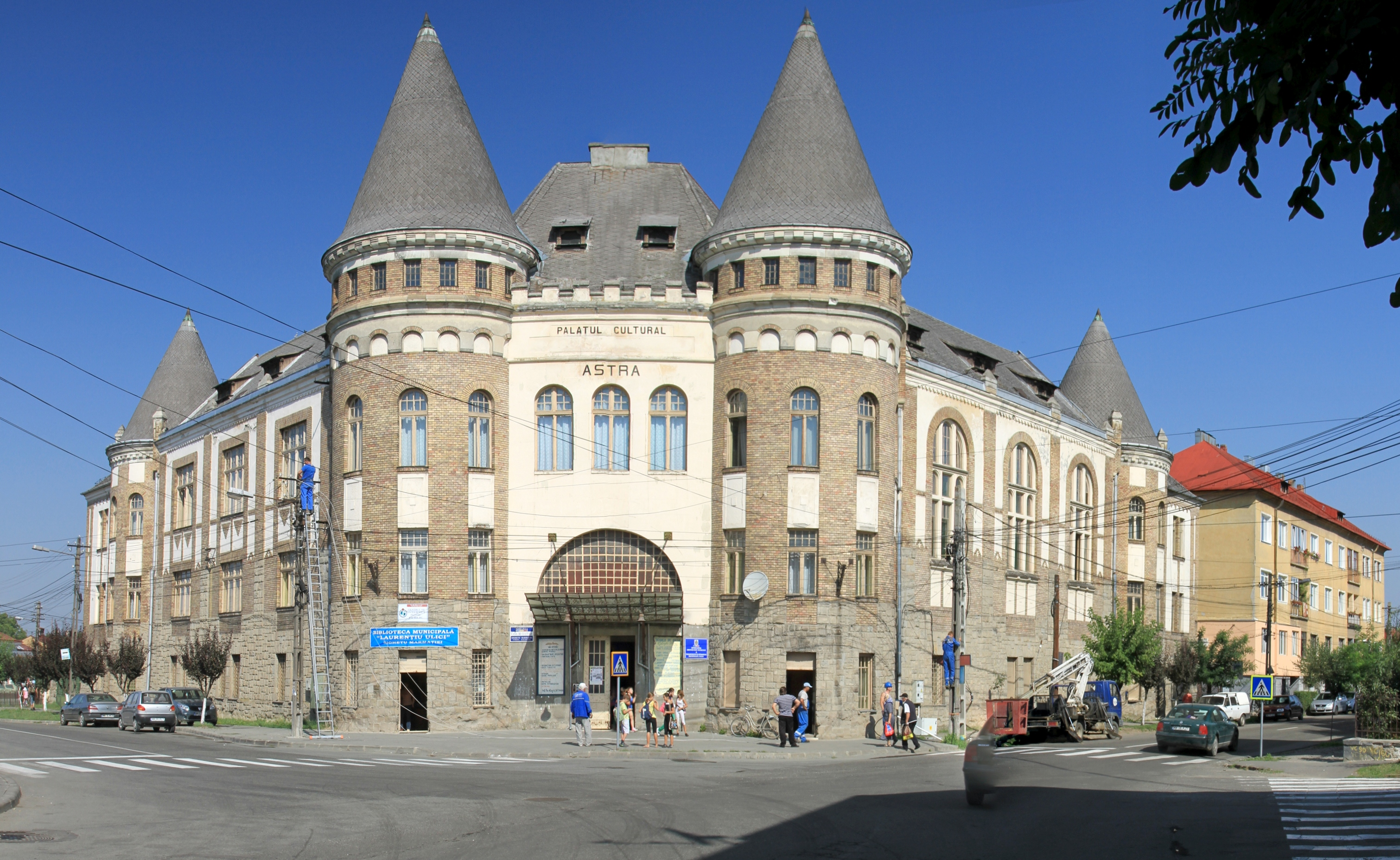
Palác kultury

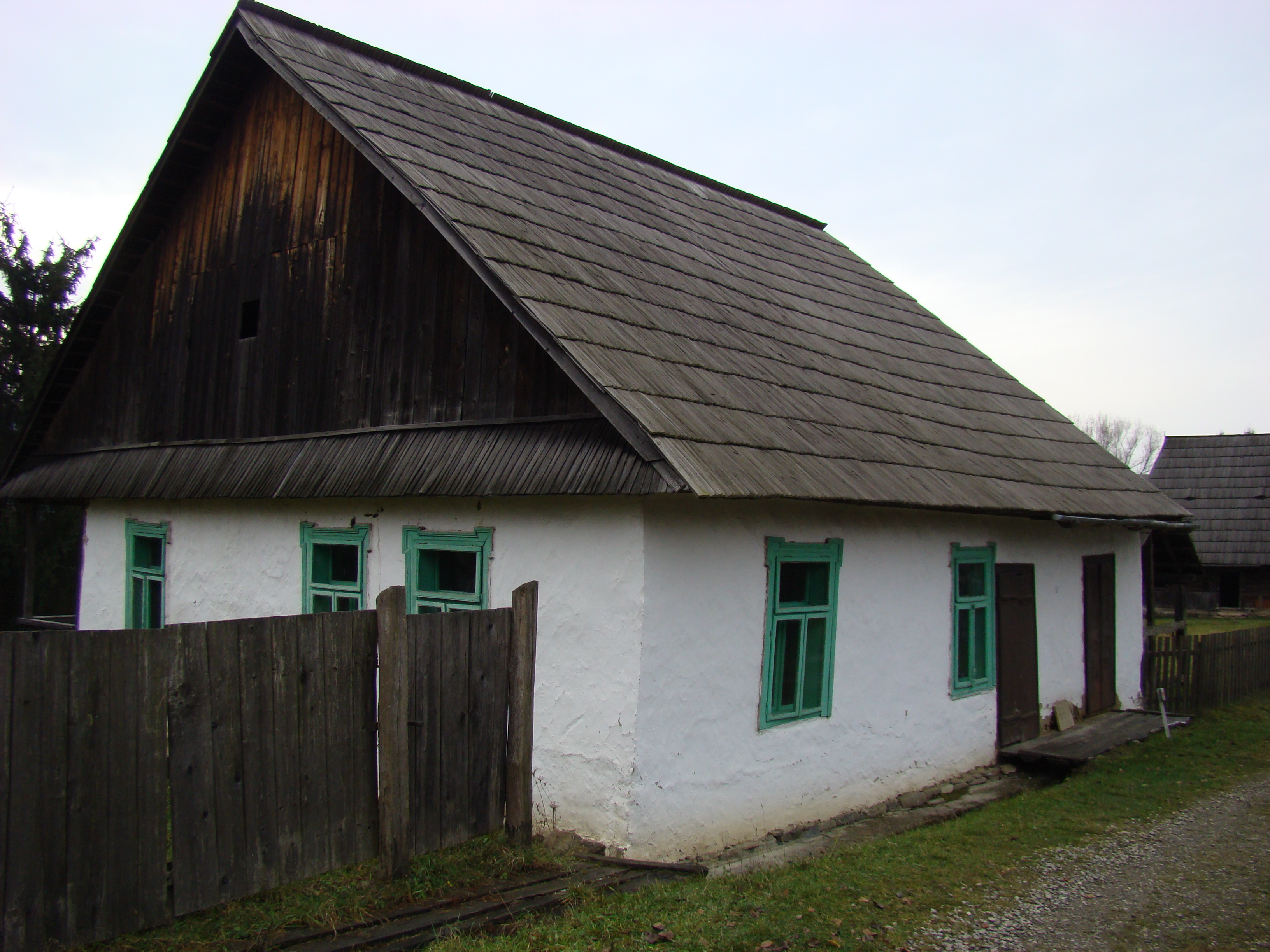
Židovský dům z 18. století ve skanzenu

- Památník obětem komunismu a muzeum
- Skanzen vesnické architektury Maramureše. V roce 1981 zde byl otevřen skanzen s více než 30 dřevěnými domy z 12.–19. století a dřevěný kostel z 16. století z vesnice Onceşti.
- Muzeum židovské kultury v rodném domě Elie Wiesela
- Maramurešské etnografické muzeum
- Muzeum archeologie, historie a přírodních věd v budově bývalého kláštera z roku 1730
- Kalvínský kostel, gotická a neogotická stavba ze 14. století, nejstarší budova ve městě
- Římskokatolický kostel Svatého Karla Boromejského, barokní stavba z let 1730–1807
- Pravoslavný kostel Povýšení svatého Kříže z let 1791–1807
- Sefardská synagoga postavena z let 1900–1904. Je jedinou synagogou ve městě, která se dochovala.
- Židovský hřbitov, je zde kolem 3 000, včetně zakladatelů chasidské dynastie Teitelbaum. Je zde i tzv. Mýdlový pomník obsahující dvě části naplněné mýdlem vyrobeném v Osvětimi
- Hřbitov, kde bylo v 50. letech 20. století pohřbeno do anonymních hrobů kolem 50 bývalých rumunských prominentů, kteří byli zabiti v zdejším vězení.
- Palác kultury z let 1912–1913 postavený jako středověký hrad
- Tis červený, 350 let starý strom

## Osobnosti
- Monica Iagărová (* 1973), atletka
- Amos Manor (1918–2007), ředitel izraelské bezpečnostní služby Šin Bet
- Joel Teitelbaum (1887–1979), rabín, zakladatel chasidské dynastie Satmar
- Moše Teitelbaum (1914–2006), rabín, hlava dynastie Satmar
- Elie Wiesel (1928–2016), židovský spisovatel, filozof a politický aktivista

## Partnerská města
- Kirjat Jam, Izrael
- Kolomyja, Ukrajina
- Neapol, Itálie
- Oława, Polsko
- Chust, Ukrajina